# Abbotsford (Wisconsin)
Abbotsford város az USA Wisconsin államában, Clark és Marathon megyében. Lakosainak száma 2275 fő (2020. április 1.).

## Népesség
A település népességének változása:

| 2010 | 1 616 |
| 2020 | 2 275 |